# Дютроше, Рене
Рене́ Жоакен Анри Дютроше́ (René Joachim Henri Dutrochet; 1776—1847) — французский врач, ботаник и физиолог.

## Биография
В 1802 году начал своё медицинское образование в Париже. Был назначен главным врачом в больнице города Бургос, Испания. После эпидемии тифа в 1809 году он вернулся во Францию, где посвятил себя исследованиям в области естественных наук. Участвовал в качестве врача в испанском походе 1808—09 годов, затем занимался научными исследованиями и в 1831 году избран в члены Академии наук. Известен многочисленными работами по физиологии животных и растений.